# Юніон (Огайо)
Юніон (англ. Union) — місто (англ. city) в США, в округах Монтгомері і Маямі штату Огайо. Населення — 6859 осіб (2020).

## Географія
Юніон розташований за координатами 39°54′59″ пн. ш. 84°17′28″ зх. д. / 39.91639° пн. ш. 84.29111° зх. д. (39.916358, -84.291205).  За даними Бюро перепису населення США в 2010 році місто мало площу 18,46 км², з яких 18,26 км² — суходіл та 0,20 км² — водойми. В 2017 році площа становила 20,09 км², з яких 19,89 км² — суходіл та 0,20 км² — водойми.

## Демографія
Згідно з переписом 2010 року, у місті мешкало 6419 осіб у 2554 домогосподарствах у складі 1811 родини. Густота населення становила 348 осіб/км².  Було 2721 помешкання (147/км²).
Расовий склад населення:
| - 93,5 % — білих - 3,6 % — чорних або афроамериканців - 0,7 % — азіатів - 0,2 % — корінних американців |

До двох чи більше рас належало 1,8 %. Частка іспаномовних становила 1,6 % від усіх жителів.
За віковим діапазоном населення розподілялося таким чином: 25,5 % — особи молодші 18 років, 61,7 % — особи у віці 18—64 років, 12,8 % — особи у віці 65 років та старші. Медіана віку мешканця становила 38,6 року. На 100 осіб жіночої статі у місті припадало 92,6 чоловіків;  на 100 жінок у віці від 18 років та старших — 91,1 чоловіків також старших 18 років.
Середній дохід на одне домашнє господарство  становив 67 498 доларів США (медіана — 59 665), а середній дохід на одну сім'ю — 75 192 долари (медіана — 66 021). Медіана доходів становила 50 506 доларів для чоловіків та 36 637 доларів для жінок. За межею бідності перебувало 5,6 % осіб, у тому числі 12,2 % дітей у віці до 18 років та 2,9 % осіб у віці 65 років та старших.
Цивільне працевлаштоване населення становило 3218 осіб. Основні галузі зайнятості: освіта, охорона здоров'я та соціальна допомога — 25,3 %, виробництво — 11,4 %, науковці, спеціалісти, менеджери — 9,8 %, мистецтво, розваги та відпочинок — 9,8 %.